# چغانه
چغانه از آلات موسیقی بوده شامل دو باریکه چوب تراشیده که انتهای یک طرف آنها را به هم متصل نموده و به شکل انبر درآورده و زنگها و زنگوله‌هایی در دو سوی آن می‌بستند و با باز و بستن این دو شاخه انبر زنگها و زنگوله‌ها به صدا درمی‌آمد.
چغانه در نوع ابتدایی خود متشکل از یک کدوی خشک‌شده بوده که درون آن سنگریزه می‌ریختند و دسته‌ای به آن متصل می‌کردند. این ساز را در هنگام پایکوبی و متناسب با وزن رقص به حرکت درمی‌آوردند.

برخی دیگر معتقدند همان قانون است. چغانه را منسوب به مردم منطقه ای به نام چغان در فرارود می‌دانند. چغان همچنین نام روستایی در استان فارس است و چغان به معنا کوشنده هم هست.